# Jiří Dienstbier
Jiří Dienstbier junior (n. el 27 de mayo de 1969, en Washington, D. C.), es en la actualidad un político, senador y ministro checo, y miembro del Partido Socialdemócrata Checo (CSSD). En marzo de 2011 ganó las elecciones por el distrito de Kladno para el Senado del Parlamento de la República Checa y recibió un mandato que fue abierto tras la muerte de su padre. En 2014 reganó las mismas elecciones.
Fue el candidato oficial del Partido Social-Demócrata Checo durante las siguientes elecciones presidenciales en la República Checa.
Su padre fue Jiří Dienstbier, también conocido disidente y político checo.

## Biografía
Ha estado inmerso en política desde una edad muy temprana en su vida. Fue uno de los hijos de los disidentes y firmantes del manifiesto del Estatuto 77 - Jiří Dienstbier signatories y Zuzana Dienstbierová. Nació en Washington D. C., época en que su padre trabajaba como corresponsal para la Radio Checa.
Su acceso a la educación estuvo limitado debido al ostracismo de sus padres y sus abuelos, como todos los firmantes del manifiesto del Carta 77. En 1985, tras la elección de Mijaíl Gorbachov como Secretario General, la atmósfera política se relajó. Esto facilitó sus estudios en la Escuela Técnica Secundaria de Ingeniería Mecánica y más tarde de Ingeniería en Economía Mecánica en la Universidad Checa de Estudios Técnicos, en Praga. Durante la Revolución de Terciopelo en 1989 se interesó en el derecho y se matriculó en la Facultad de Derecho de la Universidad Carlos de Praga, y se convirtió en abogado.
Desde 1988, él y otros hijos de disidentes iniciaron el movimiento estudiantil independiente de oposición STUHA. Este movimiento tuvo un papel muy importante durante el transcurso de la Revolución de Terciopelo y modificó el régimen en Checoslovaquia. Se convirtió en unos de los líderes de la revolución estudiantil checoslovaca. Más tarde, fue elegido como uno de los representantes en el primer parlamento formado después de la revolución, de la que formó parte entre 1990-1992, a una edad muy temprana.
Tras 1994 volvió a la vida política como representante electoral de uno de los distritos de Praga. En 2010 permaneció como candidato a la alcaldía de Praga y lideró una lista de candidatos por el Partido Social Demócrata Checo para el gobierno local de la capital checa. El Partido Social Demócrata Checo tuvo el mejor resultado de su historia en las elecciones municipales de Praga. Aunque no llegó a convertirse en alcalde, su contribución durante y después de las elecciones le propició la confianza de los ciudadanos. Se convirtió en el político más popular y una persona de confianza en materia de lucha contra la corrupción.

## Candidato presidencial
En 2013 tuvieron lugar las primeras elecciones presidenciales en la historia de la República Checa. Hasta ese momento, el presidente era elegido solo por el parlamento.
El Partido Social Demócrata Checo no dudó en situar al candidato presidencial más joven que haya habido para su mandato. Jiří Dienstbier habrá cumplido 44 años durante el transcurso de las elecciones. En la República Checa, la presidencia tiene rasgos ligeramente monárquicos en cuanto a su simbolismo. Estadísticas recientes demostraban que sus posibilidades se situaban en un tercer puesto con un 13,9% de los votos, pero finalmente estuvo cuarto.

## Literatura
- Timothy Garton Ash, We the People: The Revolution of ’89, Witnessed in Warsaw, Budapest, Berlin and Prague (Cambridge 1990).
- Kukral, Michael Andrew. Prague 1989: Theater of Revolution. New York: Columbia University Press. 1997. ISBN 0-88033-369-3.
- Glenn, John K. “Competing Challengers and Contested Outcomes to State Breakdown: The Velvet Revolution in Czechoslovakia”. September 1999. Social Forces. 78:187-211. Retrieved March 11, 2009.
- Williams, Kieran, 'Civil Resistance in Czechoslovakia: From Soviet Invasion to "Velvet Revolution", 1968–89,' in Adam Roberts and Timothy Garton Ash (eds.), Civil Resistance and Power Politics: The Experience of Non-violent Action from Gandhi to the Present. Oxford & New York: Oxford University Press, 2009. ISBN 978-0-19-955201-6.
- BENDA, M. , BENDA, M., KLÍMA, M. , DOBROVSKÝ, P., PAJEROVÁ M., PÁNEK Š.: Studenti psali revoluci - Studenti ha scrito la revolucia. Praha, Univerzum 1990. ISBN 80-85207-02-8.
- PREČAN Vilém: Charta 77, 1977-1989. Scheinfeld, Praha, Bratislava 1990. ISBN 80.9000422-1-X
- Jana Frolcová: Proměny role a mediálního obrazu Jiřího Dienstbiera ml.: Brno, Masarykova univerzita FSS, diplomní práce 2012